# Comuna Pîlatkivți, Borșciv
Pîlatkivți (în ucraineană Пилатківці) este o comună în raionul Borșciv, regiunea Ternopil, Ucraina, formată din satele Hrabivți și Pîlatkivți (reședința).

## Demografie
Componența lingvistică a comunei Pîlatkivți
     Ucraineană (99,8%)
     Alte limbi (0,2%)
Conform recensământului din 2001, majoritatea populației comunei Pîlatkivți era vorbitoare de ucraineană (99,8%), existând în minoritate și vorbitori de alte limbi.